# Anglais spécial
Le special English, littéralement « anglais spécial », est une forme simplifiée de la langue anglaise utilisée par Voice of America, une radio publique dépendant du gouvernement des États-Unis. Sa diction est plus lente (25 % de moins que la vitesse de diction normale), et le Special English utilise un nombre limité de mots (moins de 2000) et exclut les tournures idiomatiques.
Grâce à cette simplification, des personnes ayant un niveau d'anglais de base peuvent comprendre les émissions diffusées. Le special English peut également faciliter l'apprentissage de l'anglais ; c'est une de ses utilisations notamment en Chine où cette forme d'anglais est de plus en plus populaire.
La première diffusion d'une émission en special English a eu lieu le 19 octobre 1959.